# Phlegetonia rosea
Phlegetonia rosea är en fjärilsart som beskrevs av Paul Mabille 1890. Phlegetonia rosea ingår i släktet Phlegetonia och familjen nattflyn. Inga underarter finns listade i Catalogue of Life.